# Chitenay
Chitenay ist eine französische Gemeinde mit 1.136 Einwohnern (Stand: 1. Januar 2022) im Département Loir-et-Cher in der Region Centre-Val de Loire; sie gehört zum Arrondissement Blois und zum Kanton Vineuil. 

## Geographie
Die Gemeinde Chitenay liegt etwa zehn Kilometer südsüdöstlich von Blois im Westen der Seenlandschaft Sologne. Im Nordwesten reicht das Gemeindegebiet bis an den Fluss Beuvron. Umgeben wird Chitenay von den Nachbargemeinden Cellettes im Norden, Cormeray im Osten, Le Controis-en-Sologne im Süden, Fougères-sur-Bièvre im Süden und Südwesten, Ouchamps im Westen sowie Seur im Nordwesten.

## Bevölkerungsentwicklung
| Jahr                       | 1962 | 1968 | 1975 | 1982 | 1990 | 1999 | 2006 | 2014 | 2021 |
| Einwohner                  | 620  | 655  | 665  | 777  | 888  | 921  | 1027 | 1051 | 1123 |
| Quellen: Cassini und INSEE |      |      |      |      |      |      |      |      |      |

## Sehenswürdigkeiten

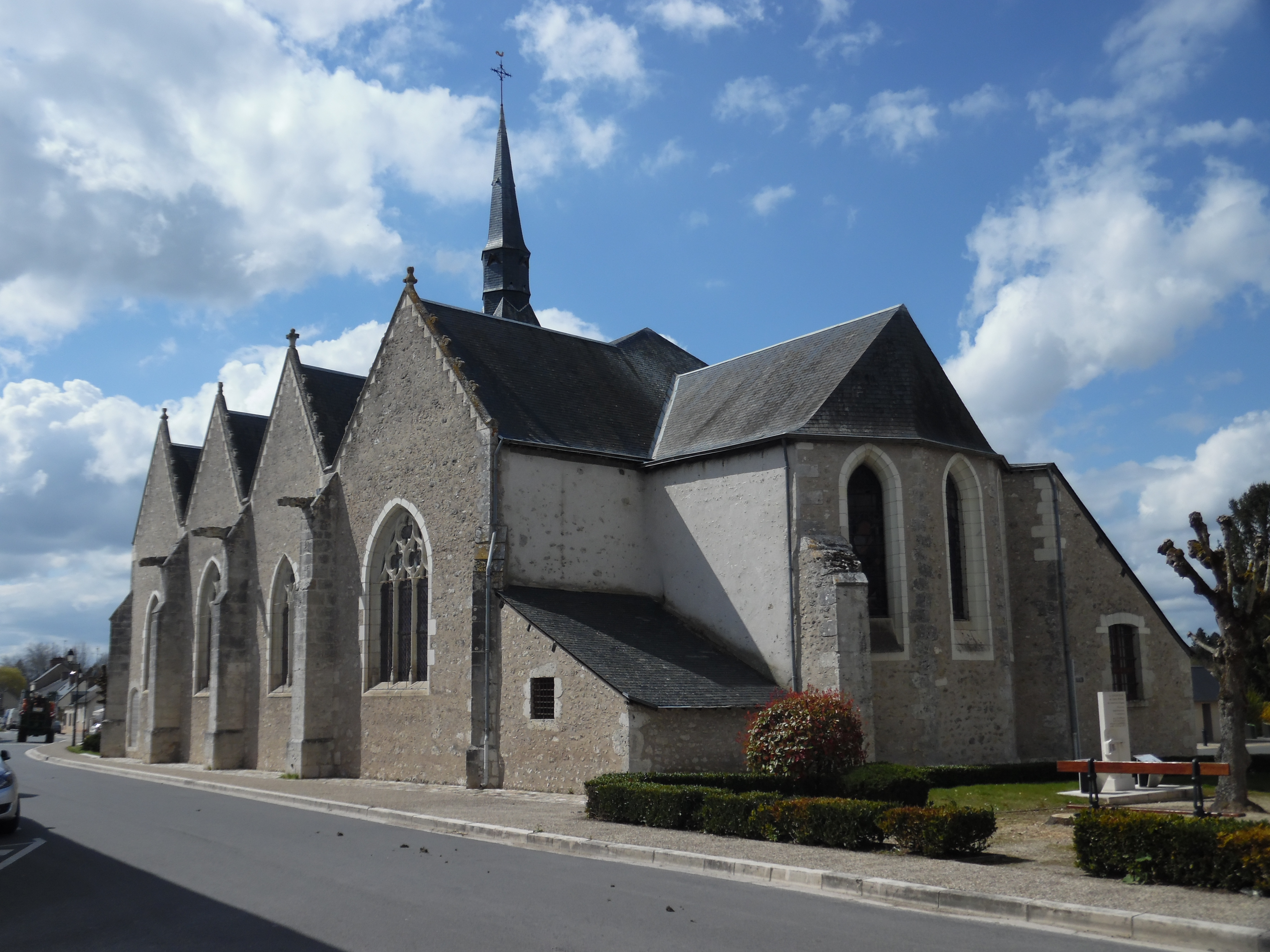
Kirche Notre-Dame

- Kirche Notre-Dame
- Schloss Chitenay

## Meteorit
1978 schlug in Chitenay ein rund vier Kilogramm schwerer Steinmeteorit ein und zerbrach anschließend in zwei Teile. Der Meteorit wurde als Typ L6 klassifiziert.

## Persönlichkeiten
- Denis Papin (1647–1712), Ingenieur, Erfinder des Druckzylinders